# Épée de cour

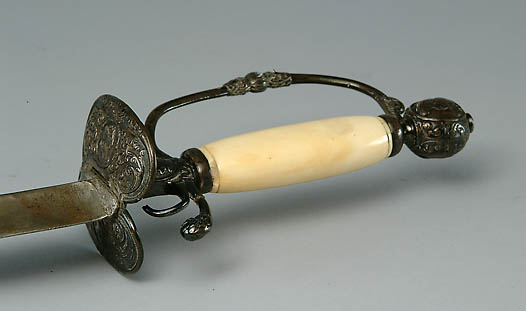
Pommeau d'une épée de cour.

Intermédiaire chronologique entre la rapière et l’épée d’escrime, l’épée de cour est une arme créée dans la deuxième moitié du XVIIe siècle et utilisée encore jusqu'au début du XXe siècle. Plus courte que son ancêtre et exclusivement ou presque conçue pour l’estoc, elle est reconnaissable à sa garde en huit.
Évolution toute en finesse et en rapidité de l'ancienne rapière, elle est quasiment réservée au duel et aux entraînements et compétitions dans les salles d'armes : elle n'apparaît que très peu sur les champs de bataille, où on lui préfère le sabre pour la cavalerie et la baïonnette pour l'infanterie, par ordonnance de Louis XV en 1767.

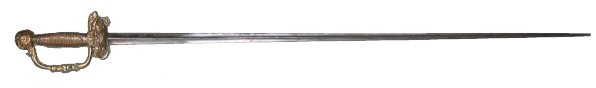
Épée de cour, vers 1740.

Tant dans sa forme que dans son usage, elle est très semblable à l'actuelle épée d'escrime (mis à part la garde), si bien qu'elle est fréquemment confondue avec sa variante sportive.

## Description
La monture, souvent faite de laiton fondu est composée de quatre pièces distinctes : la coquille, la branche de garde elle-même accompagnée du quillon et des pas-d’âne, la fusée et enfin le pommeau.
La lame d'une épée de cour mesure généralement entre 60 et 85 cm, de section triangulaire, large à la base, se rétrécissant et terminant en pointe.

## Avantages et inconvénients
C'est une épée facile d'entretien, qui avec sa lame triangulaire, permet d'affronter une multitude de lames différentes et notamment les plus larges comme les sabres. 
Son inconvénient majeur est souvent un très mauvais équilibre et une mauvaise prise en main qui la rend quasiment inutilisable contre d'autres épées plus fines et plus légères.

## Histoire
L'épée de cour a été popularisée entre les  XVIIe et XVIIIe siècles. Elle fut à cette époque aussi bien arme qu'accessoire de mode. Elle était le symbole même de l'appartenance à la noblesse et ainsi son port à la ceinture pour les hommes était nécessaire si on voulait se rendre au château de Versailles (mais il était possible d'en louer aux grilles du château pour pouvoir y pénétrer). L'épée de cour était également utilisée par les militaires, mais qui l'affectionnaient assez peu sur le champ de bataille, à cause de son mauvais équilibre. Au XIXe siècle, si elle n'est plus portée de façon courante, elle l'est encore pour certains officiers, ministres et hauts fonctionnaires lors de bals et cérémonies. Ce n'est que vers la Première Guerre mondiale qu'elle disparaît globalement, des tenues et uniformes. Elle reste encore portée par les polytechniciens (la Tangente), par les ingénieurs de l'école des Mines de Saint-Étienne, par les commissaires des armées et les médecins militaires, les officiers de police et des douanes dans leur tenue d’apparat.